# Samara (Dnjepar)
Samara (ukr. Самара) je rijeka u južnoj Ukrajini pritoka Dnjepra, duga 311 km. Površina sliva iznosi 22.660 km². Rijeka izvire u Donjeckim brdima u južnoj Ukrajini u Donjeckoj oblasti zatim teče kroz ukrajinske Harkovsku i Dnjipropetrovsku oblast gdje se u blizini grada Dnjipra ulijeva u Dnjepar. 
Količine vode varira, uglavnom zbog toga što rijeka napaja iz izvora koji zbog zime budu smrzniti prosječni istjek je 20 m³/s. Širina rijeke varira između 40 i 60 metara, a maksimalna širina je 300 metara.

## Pritoci
- Vovča - 323 km
- Byk - 101 km
- Velika Ternivka - 80 km

## Vanjske poveznice
|  | Zajednički poslužitelj ima još gradiva o temi Samara (Dnjepar) |